# Mistrzostwa Świata w Kolarstwie Przełajowym 1957
8. Mistrzostwa Świata w Kolarstwie Przełajowym 1957 odbyły się w belgijskiej miejscowości Edelare, 24 lutego 1957 roku. Rozegrano tylko wyścig mężczyzn w kategorii zawodowców.

## Medaliści
| Konkurencja:               | Złoto:          | Czas      | Srebro:                | Czas     | Brąz:           | Czas     |
| Klasyfikacja mężczyzn      |                 |           |                        |          |                 |          |
| Zawodowcy (24 lutego 1957) | André Dufraisse | 1:17:53 h | Firmin Van Kerrebroeck | + 1:11 m | Georges Meunier | + 2:04 m |

## Szczegóły
| Medal | Zawodnik               | Narodowość | Czas      |
| ----- | ---------------------- | ---------- | --------- |
|       | André Dufraisse        | Francja    | 1:17:53 h |
|       | Firmin Van Kerrebroeck | Belgia     | + 1:11    |
|       | Georges Meunier        | Francja    | + 2:04    |
| 4     | Graziano Pertusi       | Włochy     | + 2:54    |
| 5     | René De Rey            | Belgia     | + 3:58    |
| 6     | Albert Meier           | Szwajcaria | + 4:25    |
| 7     | Rolf Wolfshohl         | RFN        | + 4:48    |
| 8     | Pierre Jodet           | Francja    | + 4:56    |
| 9     | Jean Schmit            | Luksemburg | + 5:14    |
| 10    | Roger De Clercq        | Belgia     | + 5:19    |

## Tabela medalowa
| Miejsce | Państwo |   |   |   |   |
| ------- | ------- | - | - | - | - |
| 1.      | Francja | 1 | 0 | 1 | 2 |
| 2.      | Belgia  | 0 | 1 | 0 | 1 |